# Чемпіонат світу з трекових велоперегонів 1966
Чемпіонат світу з трекових велоперегонів 1966 проходив з 29 серпня по 4 вересня 1966 року в Франкфурт-на-Майні, ФРН. В рамках змагань вперше провели гіт на 1 км та спринт на тандемах. Усього на чемпіонаті розіграли 11 комплектів нагород — 9 у чоловіків та 2 у жінок.

## Медалісти

### Чоловіки
Професіонали
| Дисципліна                         | Золото           | Срібло           | Бронза         |
| Спринт                             | Джузеппе Беґетто | Рон Бенш         | Санте Ґаярдоні |
| Індивідуальна гонка переслідування | Леандро Фаджін   | Фердинанд Брек   | Дітер Кемпер   |
| Гонка за лідером                   | Ромен Де Люф     | Еренфрід Рудольф | Лео Пруст      |

Аматори
| Дисципліна                         | Золото                                                                 | Срібло                                                      | Бронза                                                             |
| Спринт                             | Даніель Морелон                                                        | П'єр Трентен                                                | Омар Пхакадзе                                                      |
| Гіт на 1000 м                      | П'єр Трентен                                                           | Поль Сей                                                    | Франс Ван Ден Рюйт                                                 |
| Індивідуальна гонка переслідування | Тімен Грен                                                             | Іржі Далер                                                  | Джорджіо Урсі                                                      |
| Командна гонка переслідування      | Італія Чіпріано Кемелло Антоніо Кастелло Луїджи Ронкалья Джино Панчіно | ФРН Карл-Хайнс Хенріхс Герберт Хонз Юрген Кісснер Карл Лінк | СРСР Віктор Биков Михайло Колюшев Станіслав Москвін Леонід Вуколов |
| Спринт на тандемах                 | Франція Даніель Морелон П'єр Трентен                                   | ФРН Клаус Кобуш Мартін Штензель                             | Італія Вальтер Ґоріні Джордано Турріні                             |
| Гонка за лідером                   | Піт де Віт                                                             | Берт Ромейн                                                 | Крістіан Жіско                                                     |

### Жінки
| Дисципліна                         | Золото          | Срібло           | Бронза           |
| Спринт                             | Ірина Кириченко | Валентина Савіна | Хайді Блобнер    |
| Індивідуальна гонка переслідування | Беріл Бертон    | Івонн Рейндерс   | Ханнелоре Маттіг |

## Загальний медальний залік
| Місце  | Країна          | Золото | Срібло | Бронза | Загалом |
| ------ | --------------- | ------ | ------ | ------ | ------- |
| 1      | Франція         | 3      | 1      | 1      | 5       |
| 2      | Італія          | 3      |        | 3      | 6       |
| 3      | Нідерланди      | 2      | 1      | 1      | 4       |
| 4      | Бельгія         | 1      | 3      | 1      | 5       |
| 5      | СРСР            | 1      | 1      | 2      | 4       |
| 6      | Велика Британія | 1      |        |        | 1       |
| 7      | ФРН             |        | 3      | 1      | 4       |
| 8      | Австралія       |        | 1      |        | 1       |
| 8      | Чехословаччина  |        | 1      |        | 1       |
| 10     | НДР             |        |        | 2      | 2       |
| Всього | Всього          | 11     | 11     | 11     | 33      |